# María Rosa Oliver
Pour les articles homonymes, voir Oliver.
María Rosa Oliver Romero (10 septembre 1898 - 19 avril 1977,) est une écrivaine, essayiste, critique littéraire, traductrice et militante argentine. Elle remporte le prix Lénine pour la paix en 1957.

## Biographie
Oliver est née à Buenos Aires en 1898, l'aînée des huit enfants d'une famille influente. Parmi ses ancêtres, on trouve María de los Remedios de Escalada et son arrière-grand-père est José de San Martín qui a mené la lutte pour l'indépendance de l'Argentine,. Dans son enfance, elle reçoit une éducation européenne et multilingue. 
Avec Victoria Ocampo, elle est l'une des fondatrices de l'Union des femmes argentines (espagnol : Unión Argentina de Mujeres) en 1936 et  de la revue Sur en 1942. María Rosa Oliver écrit plusieurs textes dont ses mémoires et une géographie pour les enfants. 
Opposante au fascisme, elle travaille pour le Conseil mondial de la paix de 1948 à 1962 à Washington en tant que conseillère auprès du Bureau de coordination des affaires inter-américaines pour le gouvernement Roosevelt. Pour ses actions communistes dont celle d'avoir aidé les Réfugiés et exilés de la guerre d'Espagne, elle reçoit le Prix Lénine pour la paix en 1957. Elle est également féministe et opposée à la société de consommation. 

## Distinction
- 1957 : Prix Lénine pour la paix[6]